# Nalot na szpital w Mariupolu
Nalot na szpital w Mariupolu – zbrodnia wojenna dokonana 9 marca 2022 roku przez wojska rosyjskie na Ukrainie. W jej wyniku zniszczony został całkowicie Szpital Położniczy nr 3 w Mariupolu, czyli kompleks budynków, w którego skład wchodził szpital dziecięcy oraz oddział położniczy.
W wyniku wielokrotnego zrzucania bomb lotniczych na szpital zraniono ponad 17 osób, a wielu innych zostało uwięzionych pod gruzami budynku (w tym dzieci). Lekarz neurolog Oleksandra Szczerbet mówiła o zgonach kobiet, niemowląt oraz personelu medycznego. Konieczna była natychmiastowa ewakuacja wszystkich pacjentów, dokonana przez ukraińskich żołnierzy i policjantów. Ostatecznie zginęły 3 osoby, w tym dziecko.
Strona rosyjska twierdziła, że w zbombardowanym szpitalu nie było żadnych pacjentów ani personelu medycznego, a w zamian obiekt miał znajdować się pod kontrolą formacji „Azow” i jej podobnych. Pojawiały się również oskarżenia o zinscenizowanie ewakuacji ciężarnych kobiet, a internet został zalany dezinformacyjnymi wpisami.

## Raport OBWE
13 kwietnia 2022 roku Organizacja Bezpieczeństwa i Współpracy w Europie opublikowała raport dotyczący nalotu, w którym potwierdziła, że dom położniczy był wyraźnie rozpoznawalny, a także dalej funkcjonował on zgodnie ze swoim przeznaczeniem, co oznacza, że siły rosyjskie popełniły zbrodnię wojenną. Dodatkowo wojsko rosyjskie nie wydało ostrzeżenia dla ludności cywilnej, ani nie ogłosiło terminu ostrzału, tym samym doszło do poważnego naruszenia prawa konfliktów zbrojnych.